# Palawan
Palawan er en filippinsk ø og provins. Øen har et areal på 14.896,3 km² med en befolkning på 755.412. Hovedbyen på øen er Puerto Princesa City. Øen strækker sig fra Mindoro til Borneo i sydvest. Øen ligger mellem det Sydkinesiske Hav i nordvest og Suluhavet i sydøst.

## Befolkning og kultur
Palawan er en smeltedigel bestående af 87 forskellige kulturelle grupper og etniciteter. Grundlæggende er folk af malayisk oprindelse krydret med lidt kinesisk og spansk blod. Kulturen er stærkt påvirket af Borneo, Kina og Mellemøsten. Indvandring fra andre dele af Filippinerne betyder en høj befolkningstilvækst på 3,98% pr. år. Atten procent af befolkningen er sammensatte kulturelle minoritetsgrupper såsom Tagbanua, Pinalawan, Batak, Ken-uy (Tau't Batu), Calamian, Jama-Mapuns, Molbog, Tausug og Samal-Bangingi.

## Religion
Den dominerende religion på øen er den romersk-katolske. Enklaver af muslimer kan findes i de sydelige kommuner, såsom Balabac og Bataraza, hvor muslimerne udgør størstedelen af befolkningen. Mormoner findes også på Palawan.

## Administration og politik
Palawan er inddelt i 23 kommuner og en by.
Filippinerne gør krav på det meste af Spratlyøerne, som lokalt kaldes Kalayaan øgruppe. Øerne i det Sydkinesiske Hav.

## Biosfærereservat
Et område på   14.896 km² blev i 1990 udpeget til biosfærereservat under UNESCOs Menneske og biosfære-programmet.

### Kommuner
| - Aborlan - Agutaya - Araceli - Balabac - Bataraza - Brooke's Point - Busuanga - Cagayancillo - Coron - Culion - Cuyo - Dumaran | - El Nido (Bacuit) - Kalayaan - Linapacan - Magsaysay - Narra - Quezon - Rizal (Marcos) - Roxas - San Vicente - Sofronio Española - Taytay |

Palawan største by er Puerto Prinsesa